# Proto eskymácko-aleutský jazyk
Proto eskymácko-aleutský jazyk je jazyk, ze kterého se vyvinuly všechny eskymácko-aleutské jazyky (jako inuktitutština, grónština nebo aleutština). I když neexistuje žádná ukázka ani rekonstrukce jazyka (i když jednu takovou nabídl Knut Bergsland, ale nebyla potvrzena její pravdivost), je téměř jisté, že tento jazyk existoval, protože všechny eskymácko-aleutské jazyky mají společné rysy a tato teorie je přijímána většinou lingvistů.
Neví se, zda tento jazyk měl něco společného s ostatními jazyky. Existuje však teorie uralsko-sibiřských jazyků, podle které existuje jedna velké jazyková rodina zvaná uralsko-sibiřské jazyky, do které se řadí všechny uralské, jukagirské, čukotsko-kamčatské a právě eskymácko-aleutské jazyky.